# Blauwe pitta

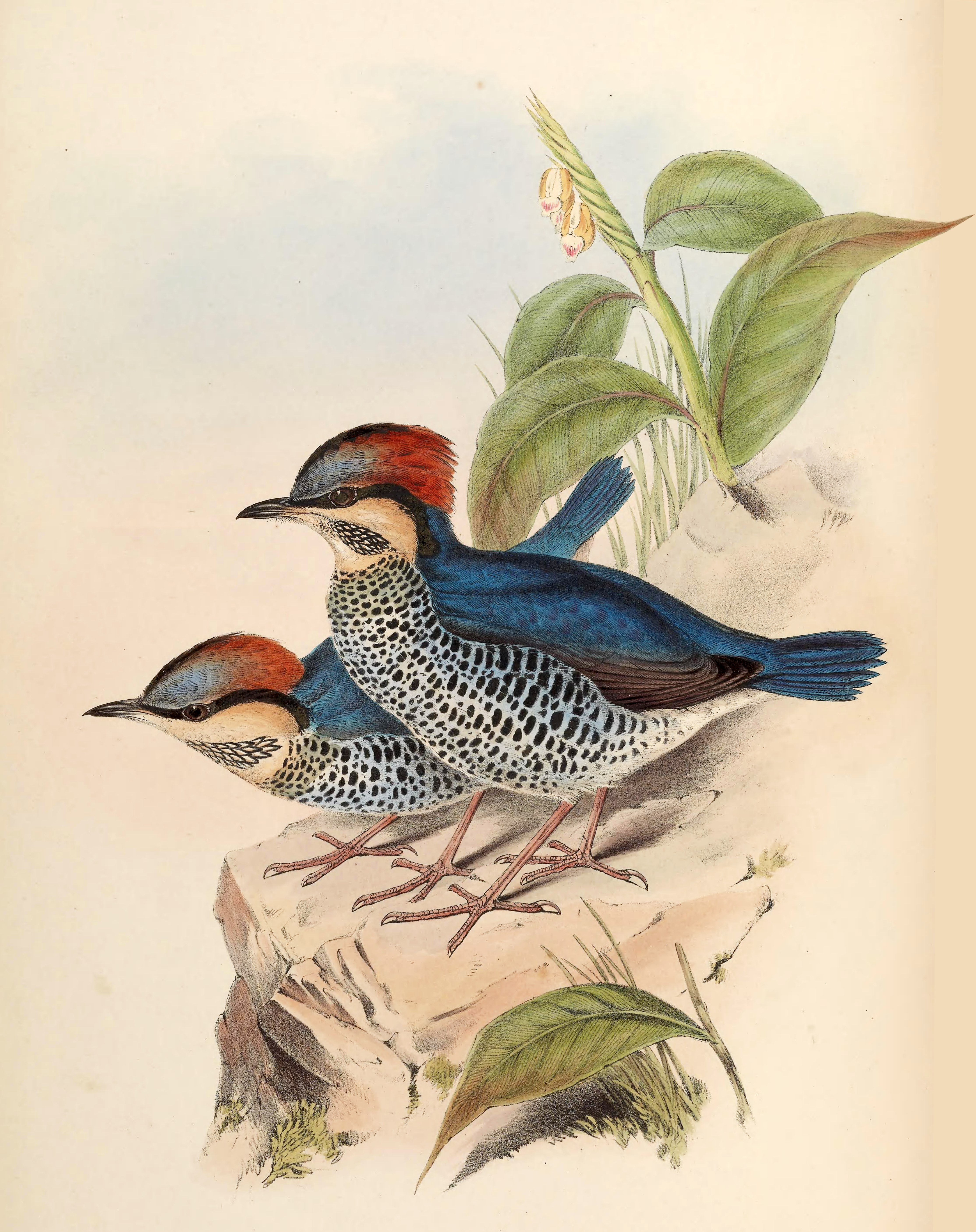
Illustratie uit 1850 door John Gould & Henry C. Richter

De blauwe pitta (Hydrornis cyaneus; ook wel Pitta cyanea ) is een vogelsoort uit de familie van pitta's (Pittidae).

## Kenmerken
De blauwe pitta is een vrij grote pitta, 24 cm lang. Een volwassen mannetje is van boven blauw en op de buik en borst zitten donkere stippen op een lichtblauwe ondergrond. De kop is vuilgeel tot oker met een duidelijke zwarte oogstreep, kruinstreep en baardstreep. Achter op de kop zit een scharlakenrode vlek. Het vrouwtje is bijna hetzelfde, alleen van boven is ze eerder bruin met een blauwachtige glans en de grondkleur op borst en buik is eerder licht okerkleurig en verder naar beneden toe wit.

## Leefwijze
Hoewel de dieren kunnen vliegen, geven ze er doorgaans de voorkeur aan om op de grond te blijven. Hun voedsel vinden ze op bosbodem en bestaat uit ongewervelde dieren zoals insecten en slakken maar ook wel kleine hagedissen.

## Verspreiding en leefgebied
De blauwe pitta komt voor in Zuidoost-Azië en telt drie ondersoorten:
- H. c. cyaneus: van noordoostelijk India, oostelijk Bangladesh en Myanmar tot zuidelijk China, Thailand, noordoostelijk Laos en noordelijk en centraal Vietnam.
- H. c. aurantiacus: zuidoostelijk Thailand en zuidwestelijk Cambodja.
- H. c. willoughbyi: van centraal Laos tot zuidelijk Vietnam.

Het leefgebied van de blauwe pitta bestaat uit ongerepte tropische bossen en secondair bos tot op een hoogte van 1800 m boven de zeespiegel. Plaatselijk zoals in Cambodja is de blauwe pitta nog algemeen, maar op ander plaatsen zoals in Yunnan (China) is hij zeer zeldzaam.

## Status
De grootte van de populatie is niet gekwantificeerd, maar er is geen aanleiding te veronderstellen dat de soort sterk in aantal achteruitgaat, daarom staat de blauwe pitta als niet bedreigd op de Rode Lijst van de IUCN.